# Gare d'Us
La gare d'Us est une gare ferroviaire française de la ligne de Saint-Denis à Dieppe, située sur le territoire de la commune d'Us, dans le département du Val-d'Oise en région Île-de-France.
C'est une gare de la Société nationale des chemins de fer français (SNCF). Elle est desservie par des trains du réseau Transilien qui effectuent des missions sur la ligne J entre les gares de Gisors et Paris-Saint-Lazare.

## Situation ferroviaire
Établie à 50 mètres d'altitude, la gare d'Us est située au point kilométrique (PK) 39,837 de la ligne de Saint-Denis à Dieppe, entre les gares de Montgeroult - Courcelles et de Santeuil - Le Perchay.

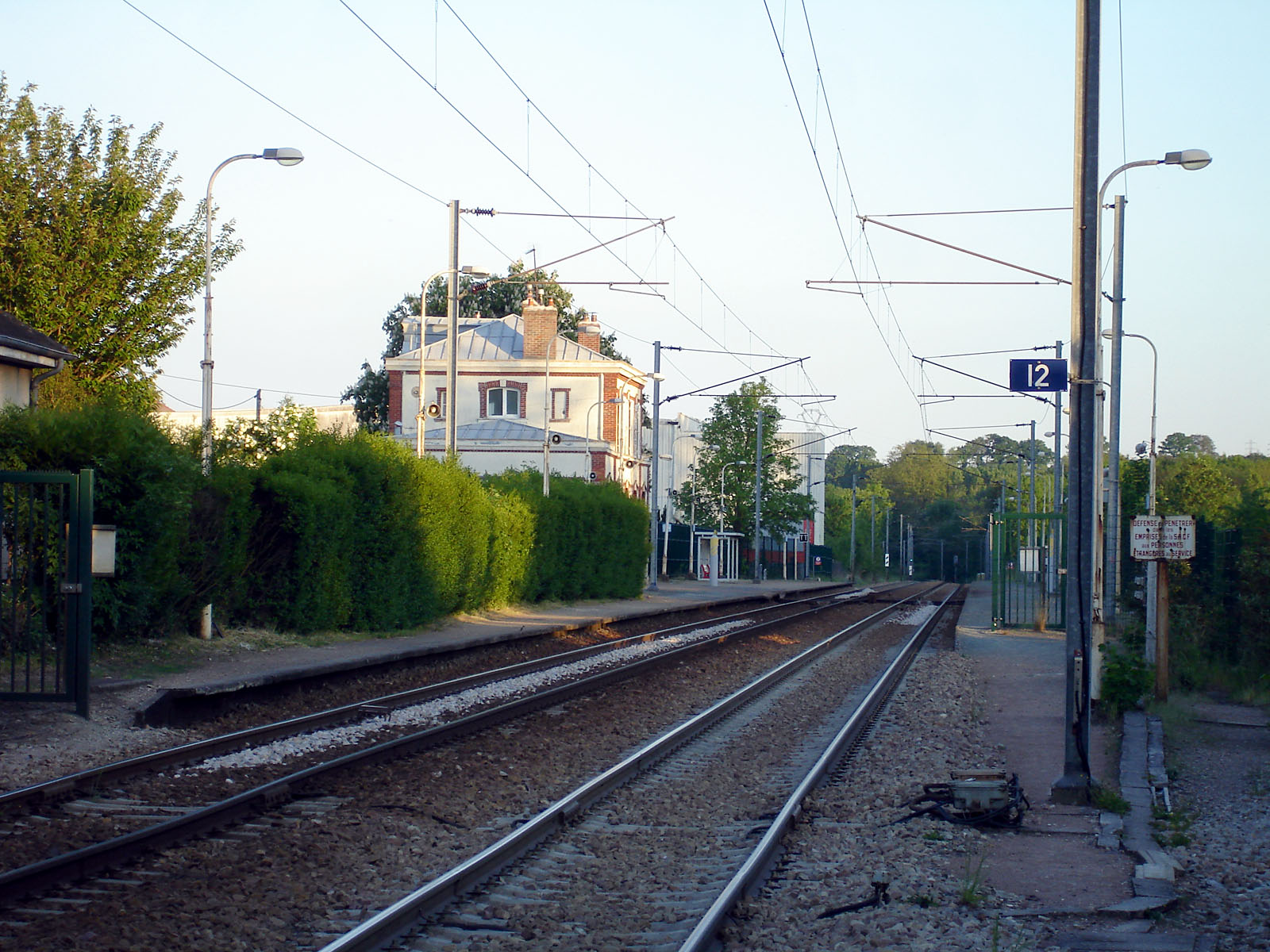
Vue d'ensemble de la gare, avec les voies, les quais et le bâtiment voyageurs.

## Fréquentation
De 2015 à 2023, les estimations de la SNCF sont les suivantes:
| Année         | 2015    | 2016    | 2017    | 2018    | 2019    | 2020   | 2021   | 2022   | 2023   |
| ------------- | ------- | ------- | ------- | ------- | ------- | ------ | ------ | ------ | ------ |
| Fréquentation | 121 370 | 129 962 | 129 068 | 124 416 | 122 476 | 53 822 | 85 308 | 99 723 | 97 167 |

## Service des voyageurs

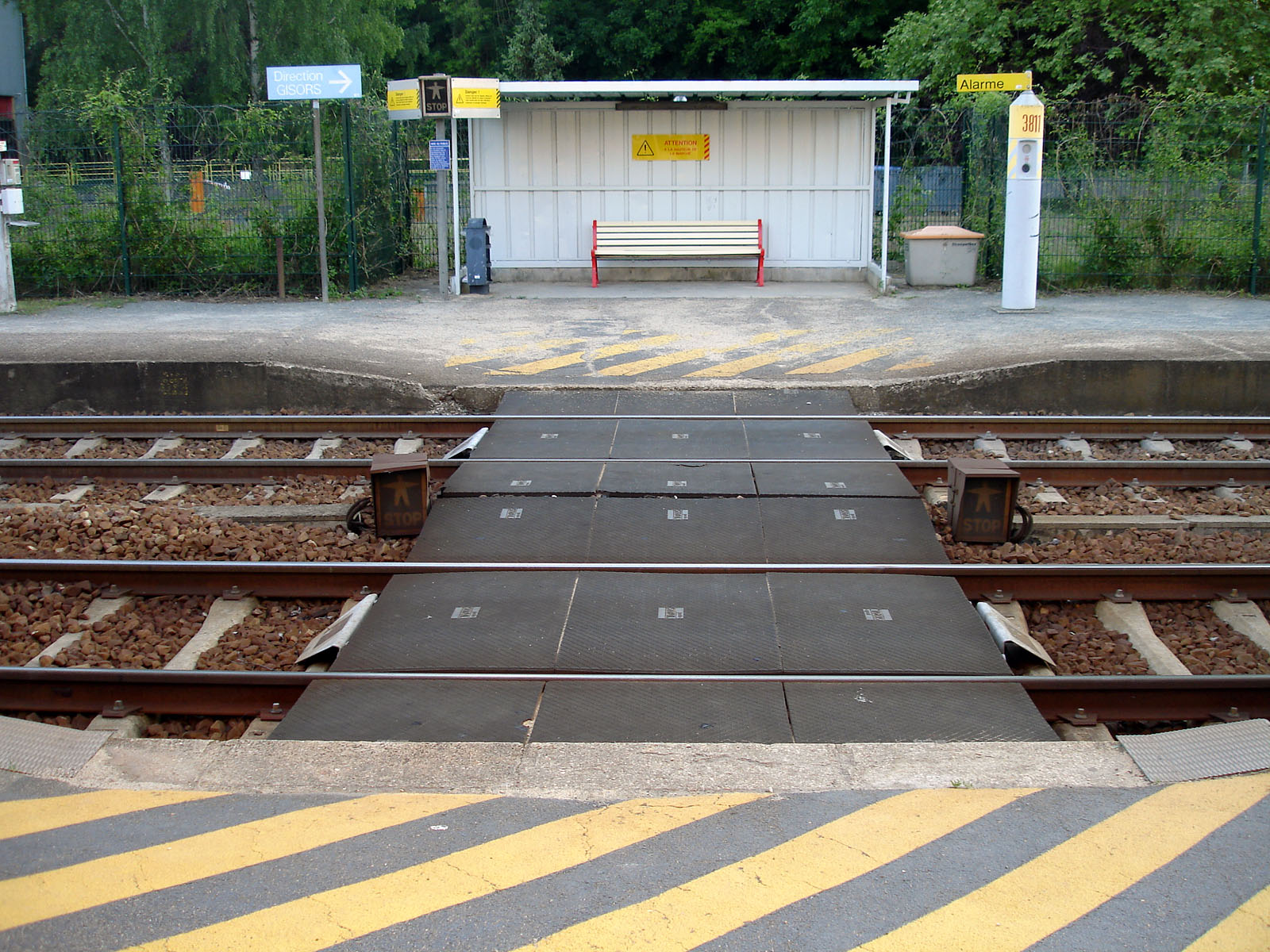
Platelage permettant de passer d'un quai à l'autre.

### Accueil
Gare SNCF du réseau Transilien, elle dispose d'un bâtiment voyageurs, avec guichets, ouvert en semaine et fermé les samedis, dimanches et fêtes. Elle est équipée d'automates pour l'achat des titres de transport Transilien. Le passage d'un quai à l'autre se fait par un platelage au centre de la gare.

### Desserte
Us est desservie par des trains Transilien du réseau Saint-Lazare qui effectuent des missions sur la ligne J entre les gares de Gisors et Paris-Saint-Lazare.
La gare est desservie à raison d'un train toutes les deux heures aux heures creuses et d'un train toutes les 30 minutes environ aux heures de pointe.

### Intermodalité
La gare n'est desservie par aucune ligne de bus. Un parking pour les véhicules y est aménagé.

## Galerie de photographies

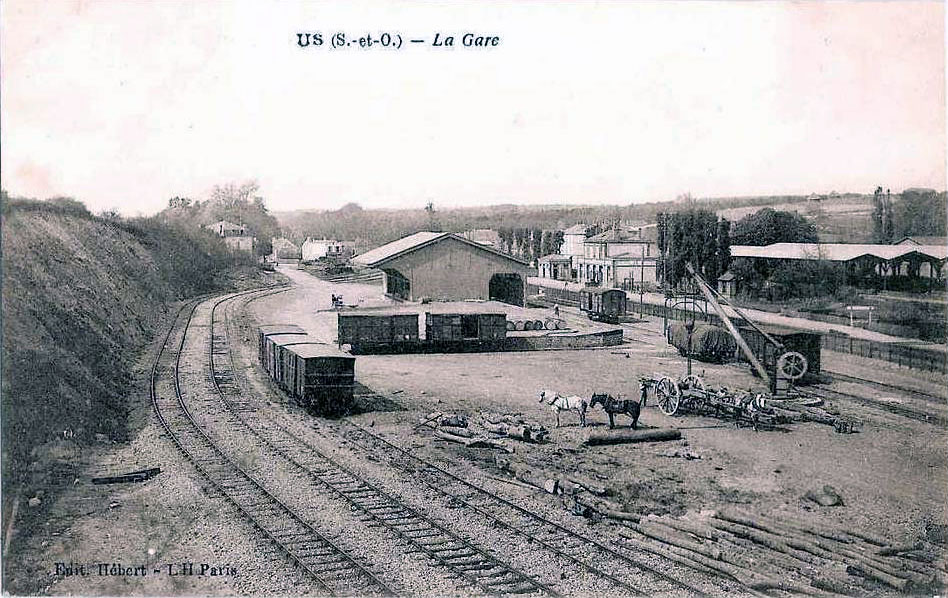
Vue ancienne de la gare.
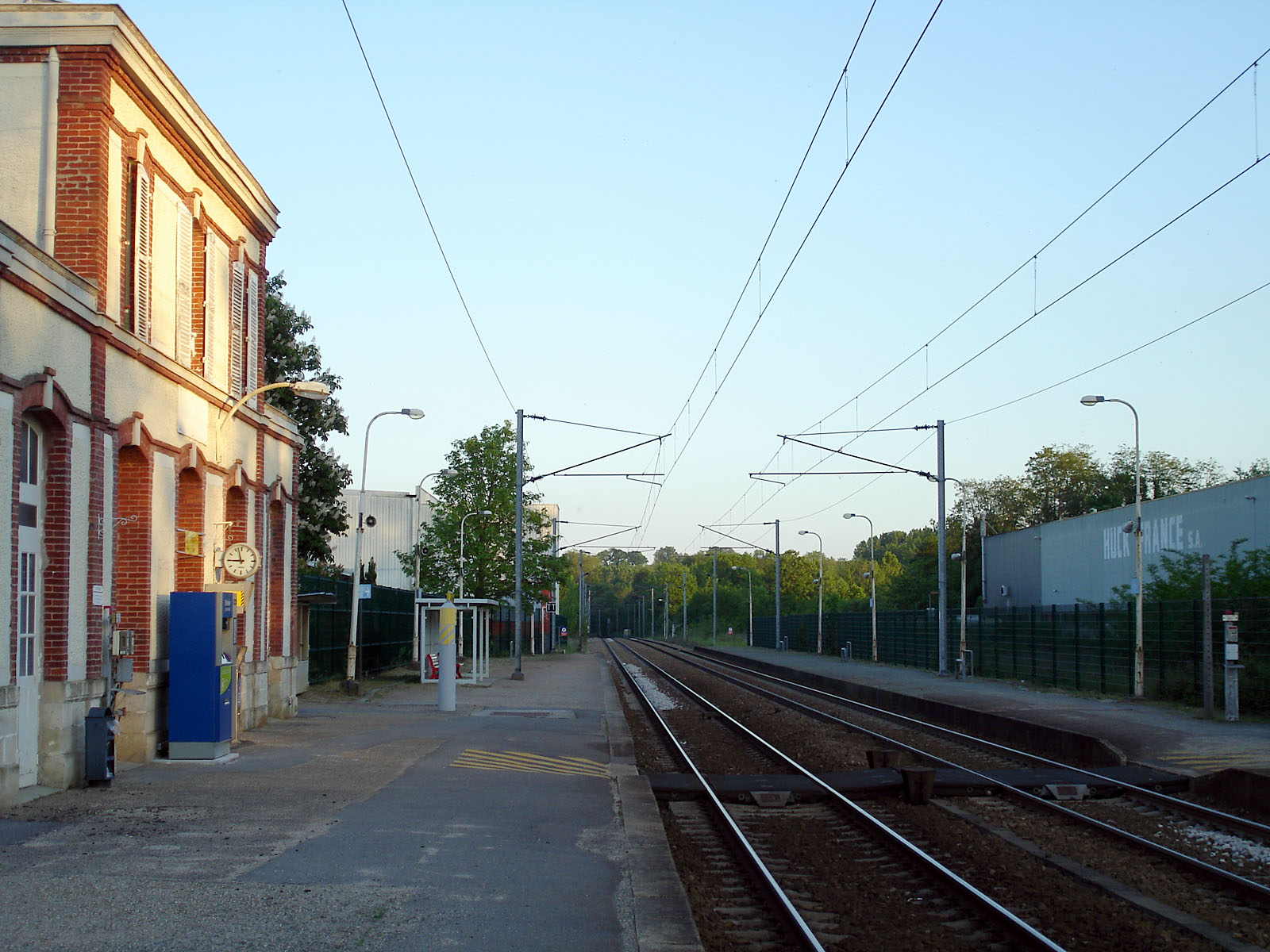
Les quais en direction de Paris.
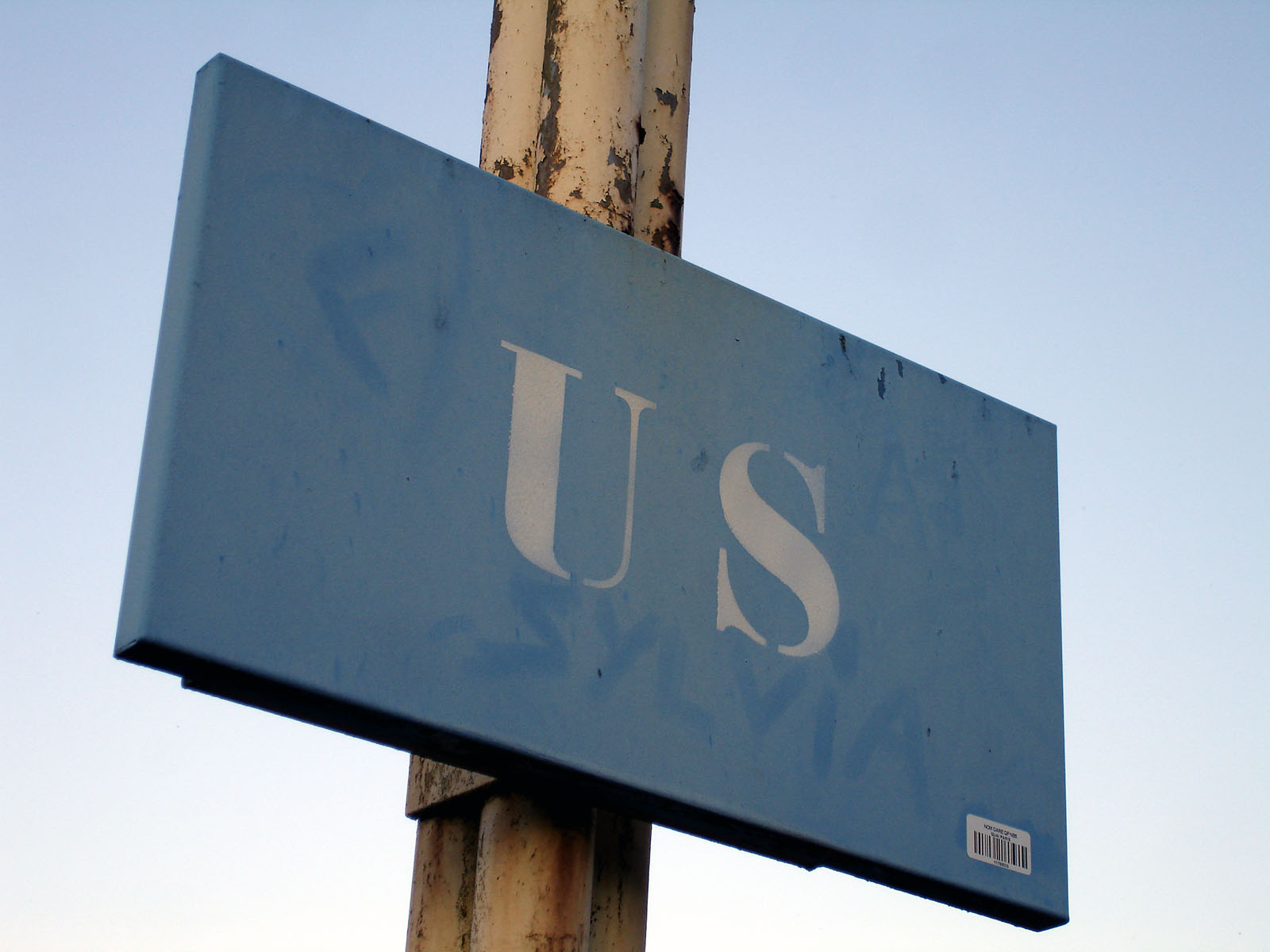
Pancarte de la gare.